# Exochus compar
Exochus compar är en stekelart som beskrevs av André Seyrig 1934. Exochus compar ingår i släktet Exochus och familjen brokparasitsteklar. Inga underarter finns listade i Catalogue of Life.